# سوليد ووركس
سوليدووركس (بالإنجليزية: SolidWorks)‏ هو عبارة عن برنامج (تطبيق) تصميم ميكانيكي ثلاثي الأبعاد (التصميم بمساعدة الكمبيوتر). يعمل هذا البرنامج تحت بيئة مايكروسوفت ويندوزو طُوِّر من قبل شركة Dassault Systèmes SolidWorks Corp. إحدى شركات مجموعة داسو سيستمس (Dassault Systèmes, S. A.) في فرنسا.
يستخدم سوليد ووركس حالياً أكثر من مليوني مهندس ومصمم في أكثر من 165,000 شركة حول العالم.كما أن ثلاث من الجامعات الألمانية اعتمده برنامج (Solidworks) كبرنامج مقرر لطلبتها واشترت (500) نسخة تعليمية من البرنامج لتدريب طلبتها عليها كما أنه برنامج تصميم معتمد في كثير من الشركات العالمية والوكالات البحثية مثل (وكالة أبحاث الفضاء الأمريكية ناسا) كما يمكنك أن تراجع المواقع الخاصة بتقييم برامج التصميم بالحاسوب (CAD) وسوف تجد أن في رأس القائمة برنامج (Solidworks) وفي الذيل برنامج (Auto CAD).
ويمتاز سوليدووركس بسهولة النمذجة وتحريك النموذج واختباره.هذا البرنامج الأول في مجاله والذي يختص بتصميم المجسمات الهندسية ثلاثية الابعاد. يقدم حلا متكاملا لمشاهدة التصميمات الهندسية بشكل ثلاثي الأبعاد وواقعي إلى أقصى حد. فهو يعتبر المحاكي الأمثل والذي سيساعدك في خلق رؤية أوضح لتصاميمك واختراعاتك الهندسية وسيسهل لك العمل بشكل ملحوظ. ولا ننسى وجود برنامج الكوزموس المدمج والذي يمكنك من اختبار تصاميمك.

## وصلات خارجية
- الموقع الرسمي